# Probolosternus minor
Probolosternus minor är en skalbaggsart som beskrevs av Lewis 1900. Probolosternus minor ingår i släktet Probolosternus och familjen stumpbaggar. Inga underarter finns listade i Catalogue of Life.